# Dämonenkiller

Aktuelles Logo zur Serie

Dämonenkiller war ursprünglich eine Reihe von Horror-Heftromanen aus dem Pabel-Verlag, die von 1973 bis 1977 erschien. Hauptautoren der Serie waren Ernst Vlcek (auch als Paul Wolf) und Neal Davenport (eigentlich Kurt Luif). Die Reihe wurde in einer zweiten Auflage und in mehreren Buchreihen fortgesetzt. Außerdem gibt es mehrere Reihen von Hörspieladaptionen.

## Handlung
Dorian Hunter ist der „Dämonenkiller“, der Held der Serie. Er kämpft mit seiner Gefährtin, der Hexe Coco Zamis, gegen die dunklen Mächte auf der Erde und schafft es trotz riskanten Handelns, dem Bösen jedes Mal zu entfliehen.
Die Serie beginnt damit, dass der 29-jährige englische Reporter Dorian Hunter zusammen mit seiner Frau Lilian auf Einladung der dämonischen Gräfin Anastasia von Lethian zu einem Schloss an der jugoslawischen Grenze reist. Auf der Reise lernt er acht weitere Männer kennen. Auf dem Schloss stellt sich heraus, dass die Gräfin seine Mutter, die Männer seine Brüder und sein Vater der Dämon Asmodi ist, selbiger Oberhaupt der „Schwarzen Familie“, einer mafiaähnlichen Organisation der Dämonen. Dorians Brüder nehmen diese Eröffnung begeistert auf, Dorian jedoch versucht zu fliehen. Seine sensible Frau verliert bei der Begegnung mit den Dämonen den Verstand und spielt im weiteren Verlauf der Serie keine nennenswerte Rolle mehr.
Bald darauf lernt Dorian die junge Hexe Coco Zamis kennen, die beiden verlieben sich ineinander, und auch Coco wendet sich von der „Schwarzen Familie“ ab. In London kontaktiert Dorian den Secret Service, der ihn fortan bei seinem Kampf gegen die Dämonen eine Weile lang unterstützt. Danach wird Dorians Kampagne der Dämonenbekämpfung durch den Millionär Jeff Parker finanziert. Neben Coco Zamis finden sich bald weitere Mitglieder des Dämonenkiller-Teams, namentlich Trevor Sullivan, Phillip Hayward und Donald Chapman. Die Operationszentrale der Dämonenkiller ist eine Jugendstilvilla in der Baring Road am südöstlichen Stadtrand Londons mit der Haushälterin Martha Pickford.
Im Laufe der folgenden Hefte stellt sich heraus, dass Dorian mehrere Vorleben hatte. Er ist die jüngste Reinkarnation des Barons Nicolas de Conde, der im 15. Jahrhundert an einem Hexensabbat teilnahm, um das ewige Leben zu erlangen. Dort verstieß er seine Familie und tötete seine Frau, allerdings – wie er glaubte – nur zum Schein und symbolisch. Als er nach dem Sabbat feststellt, dass Frau und Kinder tatsächlich tot sind, schwört er ewige Rache. In immer neuen Inkarnationen verfolgt er über die Jahrhunderte hinweg sein Ziel, die Vernichtung der „Schwarzen Familie“. Zuletzt wird er als Dorian Hunter in die „Schwarze Familie“ hineingeboren. Obwohl sein Vater der „Fürst der Finsternis“ ist, also der oberste Dämon, hat Dorian selbst keine magischen Fähigkeiten, er kann jedoch dämonische Wesen („Schwarzblütige“) erkennen.

## Heftromane

### Erste Auflage
Zunächst erschienen die Geschichten um den „Dämonenkiller“ als lose Serie innerhalb des Vampir-Horror-Romans, einer im Pabel-Verlag publizierten Serie von abgeschlossenen Romanen. Da sich der „DK“ schnell großer Beliebtheit bei den Lesern erfreute, beschloss der Verlag die Auslagerung zu einer eigenen Serie, die mit Folge 18 (Das Fest auf dem Teufelshügel) begann, nachdem der Bastei-Verlag mit Professor Zamorra kurz zuvor eine eigene Reihe auf den Markt gebracht hatte. In der Folge entwickelte sich Dämonenkiller zu einer Ausnahmeerscheinung auf dem zu dieser Zeit aufblühenden Sektor der Horrorheftromane. Ein Grund dafür war, dass Dämonenkiller im Gegensatz zu Serien wie Geisterjäger John Sinclair oder Larry Brent nicht von einem Hauptverantwortlichen, sondern von mehreren Autoren verfasst wurde. Die Kontinuität war dadurch gewährleistet, dass diese einander durch das Verfassen von Exposés über die aktuelle Handlung auf dem Laufenden hielten. Sehr beliebt war die Serie auch durch ihre inhaltliche Struktur, die weniger auf abgeschlossene Einzelabenteuer als auf Mehrteiler – sogenannte Zyklen – setzte.
Mit Folge 131 wurde wiederum ein solcher begonnen – der „Baphomet-Zyklus“, der sich über 20 Ausgaben erstrecken sollte. Mitten in der Erzählung, nach Band 143 (Rächer aus dem Totenreich), wurde die Serie jedoch plötzlich eingestellt, da innerhalb eines Jahres drei Romane auf die Liste der jugendgefährdenden Schriften gesetzt wurden (Nr. 104, Nr. 115 und Nr. 121). Außerdem wurde der noch in der Reihe Vampir-Horror-Roman erschienene Titel Amoklauf indiziert. Ein Weiterverkauf wäre für ein Jahr nur „unter der Theke“ möglich gewesen, was praktisch das Aus bedeutete.
Nach der vorläufigen Einstellung von DK unternahm der Verlag einen halbherzigen Versuch, mit Ernst Vlceks Hexenhammer-Subserie im Vampir-Horror-Roman einen Ersatz zu finden. Es erschienen zweiwöchentlich neue Romane mit Derek Hammer und seiner Freundin Vesta, aufgrund der unklaren Konzeption fand die Reihe jedoch keinen Anklang und wurde nach 20 Heften eingestellt. Eine Fortsetzung wurde dann in Form weiterer Coco-Zamis-Jugendabenteuer im Rahmen der Dämonenkiller-Taschenbücher gefunden.
Hauptautoren der Heftromanserie waren Ernst Vlcek, der bis auf seine drei ersten Romane unter dem Pseudonym Paul Wolf schrieb, Kurt Luif als Neal Davenport und Walter Appel als Earl Warren. Sie verfassten rund zwei Drittel der veröffentlichten Geschichten.
Weitere Autoren der Heftromane waren:
- Derek Chess = Dirk Hess
- Gay D. Carson = Günter Dönges
- Damion Danger = Helmut Rellergerd
- Charles Fleming = Hans E. Ködelpeter
- Raymond Hart = Rainer Delfs
- Merlyn G. Hastur, G. Hastur = Werner K. Giesa
- Hivar Kelasker = Hanns Kneifel
- Pierre Lykoff = Wolfpeter Ritter, besser bekannt als Peter Terrid
- George McMahon = Hubert Haensel
- Roy Palmer = Holger Friedrichs
- Hugh Walker = Hubert Straßl

Einige Autoren der ersten DK-Auflage (Vlcek, Walker, Luif) wurden nach deren Ende vom Verlag für die neue Fantasy-Serie Mythor (1980 - 1985) eingesetzt. Ernst Vlcek war Exposé-Autor der Mythor-Hefte 21 - 181. Nach Einstellung von Mythor verfassten einige der Autoren  Beiträge zur Dämonenkiller-Zweitauflage (Giesa, Ritter, Haensel).
| Nr.    | Titel                             | Autor           | Illustrator                        | Datum      |       |
| ------ | --------------------------------- | --------------- | ---------------------------------- | ---------- | ----- |
| 001/23 | Im Zeichen des Bösen              | Ernst Vlcek     | Karel Thole                        | 17.07.1973 |       |
| 002/27 | Das Henkersschwert                | Neal Davenport  | Karel Thole                        | 14.08.1973 |       |
| 003/31 | Der Puppenmacher                  | Ernst Vlcek     | Karel Thole                        | 11.09.1973 |       |
| 004/35 | Das Wachsfigurenkabinett          | Neal Davenport  | Karel Thole                        | 09.10.1973 |       |
| 005/39 | Der Griff aus dem Nichts          | Ernst Vlcek     | Karel Thole                        | 06.11.1973 |       |
| 006/43 | Der Teufelskreis                  | Paul Wolf       | Karel Thole                        | 04.12.1973 |       |
| 007/47 | Amoklauf                          | Neal Davenport  | Karel Thole                        | 01.01.1974 | [ 3 ] |
| 008/51 | Duell mit den Ratten              | Paul Wolf       | Karel Thole                        | 29.01.1974 |       |
| 009/55 | Labyrinth des Todes               | Neal Davenport  | Karel Thole                        | 26.02.1974 |       |
| 010/59 | Der Folterknecht                  | Paul Wolf       | Karel Thole                        | 26.03.1974 |       |
| 011/63 | Die Todesengel                    | Paul Wolf       | Karel Thole                        | 23.04.1974 |       |
| 012/67 | Das Mädchen in der Pestgrube      | Neal Davenport  | Karel Thole                        | 21.05.1974 |       |
| 013/71 | Die weiße Wölfin                  | Neal Davenport  | Karel Thole                        | 18.06.1974 |       |
| 014/75 | Der Kopfjäger                     | Neal Davenport  | Karel Thole                        | 16.07.1974 |       |
| 015/79 | Die Insel der wandelnden Toten    | Paul Wolf       | Karel Thole                        | 13.08.1974 |       |
| 016/83 | Der Moloch                        | Paul Wolf       | Karel Thole                        | 10.09.1974 |       |
| 017/87 | Das Dämonenauge                   | Neal Davenport  | Karel Thole                        | 08.10.1974 |       |
| 018    | Das Fest auf dem Teufelshügel     | Neal Davenport  | Karel Thole                        | 22.10.1974 |       |
| 019    | Die Vampirin Esmeralda            | Paul Wolf       | Karel Thole                        | 05.11.1974 |       |
| 020    | Bei Vollmond wird gepfählt        | Earl Warren     | Firuz Askin                        | 19.11.1974 |       |
| 021    | Die Geliebte des Teufels          | Neal Davenport  | Firuz Askin                        | 03.12.1974 |       |
| 022    | Blutorgie in der Leichengrube     | Charles Fleming | JAD [= Jose Antonio Domingo ]      | 17.12.1974 |       |
| 023    | Jagt die Satansbrut               | Neal Davenport  | Firuz Askin (?)                    | 31.12.1974 |       |
| 024    | Der Kopf des Vampirs              | Earl Warren     | Firuz Askin                        | 14.01.1975 |       |
| 025    | Die Rattenkönigin                 | Paul Wolf       | Firuz Askin                        | 28.01.1975 |       |
| 026    | Die Todesmasken des Dr. Faustus   | Paul Wolf       | P. Fleming [= Petr Milos Sadecký ] | 11.02.1975 |       |
| 027    | Das Mordpendel                    | Neal Davenport  | P. Fleming [= Petr Milos Sadecký]  | 25.02.1975 |       |
| 028    | Werwolf in der Nacht              | Earl Warren     | P. Fleming [= Petr Milos Sadecký]  | 04.03.1975 |       |
| 029    | Das Monster und die Schöne        | Neal Davenport  | P. Fleming [= Petr Milos Sadecký]  | 11.03.1975 |       |
| 030    | Der tätowierte Tod                | Paul Wolf       | P. Fleming [= Petr Milos Sadecký]  | 18.03.1975 |       |
| 031    | Hexensabbat                       | Neal Davenport  | P. Fleming [= Petr Milos Sadecký]  | 25.03.1975 |       |
| 032    | Die Stunde der Ameisen            | Neal Davenport  | P. Fleming [= Petr Milos Sadecký]  | 01.04.1975 |       |
| 033    | Der Opferdolch                    | Earl Warren     | P. Fleming [= Petr Milos Sadecký]  | 08.04.1975 |       |
| 034    | Die Frau aus Grab Nr. 13          | Paul Wolf       | Firuz Askin                        | 15.04.1975 |       |
| 035    | Dorf der Kannibalen               | Gay D. Carson   | Manuel Prieto Muriana              | 22.04.1975 |       |
| 036    | Der Teufel von der Schönheitsfarm | Neal Davenport  | Alberto Pujolar                    | 29.04.1975 |       |
| 037    | Sieg der Schwarzen Magie          | Earl Warren     | Ernst Vlcek                        | 06.05.1975 |       |
| 038    | Die Wasserleiche im Rio Negro     | Neal Davenport  | ???                                | 13.05.1975 |       |
| 039    | Tod in der grünen Hölle           | Earl Warren     | Josh Kirby                         | 20.05.1975 |       |
| 040    | Die Monster aus der Geisterstadt  | Paul Wolf       | George Barr                        | 27.05.1975 |       |
| 041    | Der Satanskult                    | Gay D. Carson   | Jeffrey Catherine Jones            | 03.06.1975 |       |
| 042    | Die Schweinemenschen von Rio      | Earl Warren     | Firuz Askin (?)                    | 10.06.1975 |       |
| 043    | Die Mordkrallen                   | Neal Davenport  | ???                                | 17.06.1975 |       |
| 044    | Der Teufelseid                    | Paul Wolf       | Ian Miller                         | 24.06.1975 |       |
| 045    | Mörder der Lüfte                  | Paul Wolf       | Firuz Askin                        | 01.07.1975 |       |
| 046    | Der Schatten des Werwolfs         | Neal Davenport  | Dino Simeoni                       | 08.07.1975 |       |
| 047    | Panik                             | Earl Warren     | Vicente Segrelles                  | 15.07.1975 |       |
| 048    | Blut für Lukretia                 | Neal Davenport  | Vicente Cebollo                    | 22.07.1975 |       |
| 049    | Die Höhle der Untoten             | Gay D. Carson   | Vicente Segrelles                  | 29.07.1975 |       |
| 050    | Das Kind der Hexe                 | Paul Wolf       | Ray Feibush                        | 05.08.1975 |       |
| 051    | Die Sklavin des Vampirs           | Hivar Kelasker  | Xavier G. Vilanova (?)             | 12.08.1975 |       |
| 052    | Die Schlangengrube                | Earl Warren     | Vicente Segrelles                  | 19.08.1975 |       |
| 053    | Der Gast aus dem Totenreich       | Roy Palmer      | Xavier G. Vilanova                 | 26.08.1975 |       |
| 054    | Das Geheimnis der Mumie           | Neal Davenport  | Sebastia Boada                     | 02.09.1975 |       |
| 055    | Das Monster von Greenfield        | Paul Wolf       | Josh Kirby                         | 09.09.1975 |       |
| 056    | Die Rache der Mumie               | Neal Davenport  | Sebastia Boada                     | 16.09.1975 |       |
| 057    | Die Tochter des Werwolfs          | Earl Warren     | Sebastia Boada                     | 23.09.1975 |       |
| 058    | Gänsehaut                         | Roy Palmer      | Sebastia Boada                     | 30.09.1975 |       |
| 059    | Blutige Küsse                     | Gay D. Carson   | Enrich-Prat                        | 07.10.1975 |       |
| 060    | Trip in die Unterwelt             | Hivar Kelasker  | Vicente Segrelles                  | 14.10.1975 |       |
| 061    | In der Gewalt der Schneemenschen  | Neal Davenport  | Dean Ellis (?)                     | 21.10.1975 |       |
| 062    | Schiff der verlorenen Seelen      | Neal Davenport  | Karel Thole                        | 28.10.1975 |       |
| 063    | Die linke Hand des Satans         | Paul Wolf       | Enrich-Prat                        | 04.11.1975 |       |
| 064    | Die Orgie der Teufel              | Paul Wolf       | Bruce Pennington                   | 11.11.1975 |       |
| 065    | Rendezvous mit dem Sensenmann     | Earl Warren     | Michael Whelan                     | 18.11.1975 |       |
| 066    | Die Saat des Parasiten            | Roy Palmer      | Sebastia Boada                     | 25.11.1975 |       |
| 067    | Der grausame Götze                | Hivar Kelasker  | JAD [= Jose Antonio Domingo]       | 02.12.1975 |       |
| 068    | Haus des Schreckens               | Neal Davenport  | Vicente Segrelles                  | 09.12.1975 |       |
| 069    | Der Vampir von Venedig            | Gay D. Carson   | Sebastia Boada                     | 16.12.1975 |       |
| 070    | Schreie des Grauens               | Hivar Kelasker  | Enrich-Prat                        | 23.12.1975 |       |
| 071    | Gefangen in den Bleikammern       | Neal Davenport  | Firuz Askin                        | 30.12.1975 |       |
| 072    | Die Schlangengöttin               | Earl Warren     | Jan Parker                         | 06.01.1976 |       |
| 073    | Das Alraunenmädchen               | Roy Palmer      | Josh Kirby                         | 13.01.1976 |       |
| 074    | Der Sohn des Zyklopen             | Paul Wolf       | Michael Whelan                     | 20.01.1976 |       |
| 075    | Der Spinnenküsser                 | Neal Davenport  | Xavier G. Vilanova                 | 27.01.1976 |       |
| 076    | Die Nacht der Zombies             | Earl Warren     | Xavier G. Vilanova                 | 03.02.1976 |       |
| 077    | Die Hexe von Andorra              | Paul Wolf       | Manuel Prieto Muriana              | 10.02.1976 |       |
| 078    | Das Drachennest                   | Neal Davenport  | JAD [= Jose Antonio Domingo]       | 17.02.1976 |       |
| 079    | Die Geisterspinne                 | Hivar Kelasker  | Sebastia Boada                     | 24.02.1976 |       |
| 080    | Befehle aus dem Jenseits          | Derek Chess     | Manuel Prieto Muriana              | 02.03.1976 |       |
| 081    | Die geraubte Mumie                | Earl Warren     | Sebastia Boada                     | 09.03.1976 |       |
| 082    | Die Zeit der Zwerge               | Paul Wolf       | Jack Faragasso                     | 16.03.1976 |       |
| 083    | Der Mann aus der Retorte          | Neal Davenport  | Firuz Askin                        | 23.03.1976 |       |
| 084    | Im Schatten der Guillotine        | Roy Palmer      | Salvador Faba                      | 30.03.1976 |       |
| 085    | Flitterwochen mit dem Tod         | Hivar Kelasker  | Sebastia Boada                     | 06.04.1976 |       |
| 086    | Das grüne Phantom                 | Earl Warren     | David McAllister                   | 13.04.1976 |       |
| 087    | Gefangen in der Unterwelt         | Neal Davenport  | Manuel Rodriguez Brea              | 20.04.1976 |       |
| 088    | Das Dreigestirn der Hölle         | Paul Wolf       | Bruce Pennington                   | 27.04.1976 |       |
| 089    | Das Heer der Untoten              | Hugh Walker     | Vicente Segrelles                  | 04.05.1976 |       |
| 090    | Die Totenwache                    | Derek Chess     | Firuz Askin                        | 11.05.1976 |       |
| 091    | Die Bräute des Henkers            | Earl Warren     | Firuz Askin                        | 18.05.1976 |       |
| 092    | Da lacht der Satan                | Earl Warren     | Vicente Ballestar                  | 25.05.1976 |       |
| 093    | Die Toten stehen auf              | Paul Wolf       | Karel Thole (?)                    | 01.06.1976 |       |
| 094    | Das Mädchen auf dem Teufelsacker  | Roy Palmer      | Rafael Cortiella                   | 08.06.1976 |       |
| 095    | Das Ungeheuer von Loch Ness       | Gay D. Carson   | Brian Froud                        | 15.06.1976 |       |
| 096    | Der grüne Leichnam                | Neal Davenport  | Vicente Segrelles                  | 22.06.1976 |       |
| 097    | Die Todestür                      | Earl Warren     | ???                                | 29.06.1976 |       |
| 098    | Der Kerkermeister                 | Neal Davenport  | ???                                | 06.07.1976 |       |
| 099    | Der steinerne Gott                | Paul Wolf       | Bruce Pennington                   | 13.07.1976 |       |
| 100    | Des Teufels Samurai               | Paul Wolf       | Nikolai Lutohin                    | 20.07.1976 |       |
| 101    | Das Narbengesicht                 | Derek Chess     | Agentur-Schlück-Bild               | 27.07.1976 |       |
| 102    | Die Gottesanbeterin               | Earl Warren     | Nikolai Lutohin                    | 03.08.1976 |       |
| 103    | Das Geheimnis der Maske           | Neal Davenport  | ???                                | 10.08.1976 |       |
| 104    | Die Braut der Bestie              | Roy Palmer      | Nikolai Lutohin                    | 17.08.1976 | [ 4 ] |
| 105    | Der Leichenfledderer              | Derek Chess     | Rafael Cortiella                   | 24.08.1976 |       |
| 106    | Der Tod aus der Zauberkugel       | Neal Davenport  | Nikolai Lutohin                    | 31.08.1976 |       |
| 107    | Tanz der Furie                    | Earl Warren     | Sebastia Boada                     | 07.09.1976 |       |
| 108    | Der schwarze Würger               | Paul Wolf       | Nikolai Lutohin                    | 14.09.1976 |       |
| 109    | Der Werwolf und die weiße Frau    | Neal Davenport  | Nikolai Lutohin                    | 21.09.1976 |       |
| 110    | Herrin der Seelen                 | Earl Warren     | Sebastia Boada                     | 28.09.1976 |       |
| 111    | Das Spukschloß                    | Derek Chess     | Ray Feibush                        | 05.10.1976 |       |
| 112    | Der weiße Mönch                   | Roy Palmer      | Enrich-Prat                        | 12.10.1976 |       |
| 113    | Die Bluteule                      | Neal Davenport  | Nikolai Lutohin                    | 19.10.1976 |       |
| 114    | Der Bucklige von Doolin Castle    | Paul Wolf       | Vicente Ballestar                  | 26.10.1976 |       |
| 115    | Die Todesschwelle                 | Earl Warren     | Jack Faragasso                     | 02.11.1976 | [ 5 ] |
| 116    | Der Mitternachtsteufel            | Earl Warren     | Sebastia Marato                    | 09.11.1976 |       |
| 117    | Der Zauberspiegel                 | Neal Davenport  | Firuz Askin                        | 16.11.1976 |       |
| 118    | Der Unersättliche                 | Paul Wolf       | Nikolai Lutohin                    | 23.11.1976 |       |
| 119    | Der Diamantendolch                | Earl Warren     | Nikolai Lutohin                    | 30.11.1976 |       |
| 120    | Schwur in der Opferhalle          | Neal Davenport  | Sebastia Boada                     | 07.12.1976 |       |
| 121    | Das zweite Gesicht                | Neal Davenport  | Nikolai Lutohin                    | 14.12.1976 | [ 6 ] |
| 122    | Der Grabräuber                    | Roy Palmer      | Vicente Ballestar                  | 21.12.1976 |       |
| 123    | Der Tempel im Dschungel           | Earl Warren     | Nikolai Lutohin                    | 28.12.1976 |       |
| 124    | Die Königin der Nacht             | Paul Wolf       | Xavier G. Vilanova                 | 04.01.1977 |       |
| 125    | Im Netz der Todesspinnen          | Neal Davenport  | Ray Feibush                        | 11.01.1977 |       |
| 126    | Der Vampir vom roten Mond         | Earl Warren     | Nikolai Lutohin                    | 18.01.1977 |       |
| 127    | Rosemaries Alpträume              | Paul Wolf       | Nikolai Lutohin                    | 25.01.1977 |       |
| 128    | Sohn der Ratten                   | Neal Davenport  | Nikolai Lutohin                    | 01.02.1977 |       |
| 129    | Im Vorhof der Hölle               | Paul Wolf       | ???                                | 08.02.1976 |       |
| 130    | Der Wahnsinnige                   | Earl Warren     | Vicente Segrelles                  | 15.02.1977 |       |
| 131    | Das lautlose Grauen               | Roy Palmer      | Sebastia Boada                     | 22.02.1977 |       |
| 132    | Der Ritter vom schwarzen Kreuz    | Neal Davenport  | Vicente Segrelles                  | 01.03.1977 |       |
| 133    | Der Jungfrauenturm                | Neal Davenport  | Vicente Segrelles                  | 08.03.1977 |       |
| 134    | Lebendig begraben                 | Earl Warren     | Vicente Segrelles                  | 15.03.1977 |       |
| 135    | Amoklauf der Vampire              | Earl Warren     | Vicente Segrelles                  | 22.03.1977 |       |
| 136    | Zitadelle der Verdammten          | Paul Wolf       | Vicente Segrelles                  | 29.03.1977 |       |
| 137    | Die Spur der Ratten               | Paul Wolf       | JAD [= Jose Antonio Domingo]       | 05.04.1977 |       |
| 138    | Herrin der Fledermäuse            | Roy Palmer      | JAD [= Jose Antonio Domingo]       | 12.04.1977 |       |
| 139    | Die Geisterpiraten                | Roy Palmer      | Vicente Segrelles                  | 19.04.1977 |       |
| 140    | Kein Blut für die Verdammten      | Neal Davenport  | Vicente Segrelles                  | 26.04.1977 |       |
| 141    | Panik in New York                 | Neal Davenport  | Earl Norem                         | 03.05.1977 |       |
| 142    | Der Drachenhai                    | Earl Warren     | Vicente Segrelles                  | 10.05.1977 |       |
| 143    | Rächer aus dem Totenreich         | Earl Warren     | Vicente Segrelles                  | 17.05.1977 |       |

Die bei Abbruch der Serie bereits fertiggestellten Romane und Exposés wurden in der Folge großenteils in der Zeitschrift Fantasia des EDFC und später in den Dämonenkiller-Reihen des Zaubermond-Verlags (siehe unten) abgedruckt bzw. verwendet:
| Nr. | Titel                      | Autor          | erschienen als |
| --- | -------------------------- | -------------- | --- |
| 144 | Die Vampir-Familie         | Damion Danger  | 1988 in Fantasia 38/39; 1997 in Edition DK Classic 29 |
| 145 | Insel des Schreckens       | Neal Davenport | 1988 in Fantasia 40/41; 1997 in Edition DK Classic 29 |
| 146 | Das Monster aus dem Nichts | Earl Warren    | 1989 in Fantasia 44/45; 1997 in Edition DK Classic 30 |
| 147 | Die Insel der Besessenen   | Roy Palmer     | 1990 in Fantasia Nr. 49/50; 1997 in Edition DK Classic 30 |
| 148 | Der Dämonenreigen          | Earl Warren    | 1990 in Fantasia 55/56; 1998 in Edition DK Classic 30 |
| 149 | Cocos Opfergang            | Roy Palmer     | 1990 in Fantasia 57/58 und 1998 in Edition DK Classic 30 |
| 150 | Die rote Hexe              | Neal Davenport | 1991 in Fantasia 59/60 |
| 151 | Die Pestburg               | Earl Warren    | 1991 in Fantasia 59/60 als Exposé; in DämonKiller Classic 33 von Uwe Voehl nach dem Exposé von Ernst Vlcek                                                    |
| 152 | Die Hexenjäger             | Neal Davenport | in DämonKiller Classic 33 von Uwe Voehl nach dem Exposé von Ernst Vlcek                                                                                       |
| 153 | Der blutige Thron          | Damion Danger  | 1980 als Vampir-Horror-Roman #359 Aufstand der Vampire mit veränderten Namen der Protagonisten; 1991 in restaurierter Fassung in Fantasia 61/62               |
| 154 | Kinder des Wolfes          | Roy Palmer     | Kurt Luif alias Neal Davenport hat 1985 große Teile des Exposés für Heft 142 verwendet, diese erschienen 2007 in DämonKiller Classic 34 als Kinder des Wolfes |
| 155 | Der schleichende Tod       | Earl Warren    | DämonKiller Classic 34 von Uwe Voehl nach dem Exposé von Ernst Vlcek                                                                                          |

### Zweite Auflage
Ab 1983 erschienen dann die Originalromane in einer Zweitauflage, wobei erneute Indizierungen durch entsprechende Bearbeitungen und Milderung möglicherweise anstößiger Inhalte vermieden werden sollte.
Wie sich herausstellte, betrafen die Überarbeitungen und Kürzungen nicht nur die indizierten Titel, sondern es zeigte sich, dass sämtliche Bände mehr oder minder stark redigiert worden waren.
So wurde in Im Zeichen des Bösen von Ernst Vlcek (Vampir-Horror-Roman-Nr. 23), dem ersten Roman der Reihe

„Und die unheimlichen Gestalten kamen näher. Eine Hand fuhr ihr in den Mund und zog ihr die Unterlippe nach unten, eine andere umfaßte ihr Brust und drückte sie, als wollte sie sie zerquetschen. Hände griffen ihr in den Nacken und bogen ihr den Kopf zur Seite, und ein Schatten beugte sich über ihren gespannten Hals.“

in der Zweitauflage ersetzt durch

„Und die unheimlichen Gestalten kamen näher.“

Die Kürzungen und Retuschen beschränkten sich nicht nur auf den Text, auch die Cover wurden gegebenenfalls entschärft. So wurde auf dem Cover von Heft 49 (Die Höhle der Untoten von Gay D. Carson), der untere Menschenkopf in der Hand des Dämons weggeschnitten und der obere durch einen Drachenkopf ersetzt.
Der in der Erstauflage unvollendet gebliebene „Baphomet-Zyklus“ wurden in der Zweitauflage nicht komplettiert. Ab Band 131 erschienen in der Zweitauflage neu verfasste Zweiteiler oder Einzelerzählungen ohne Erzählzusammenhang untereinander. Die Handlung des „Baphomet-Zyklus“ wurde in zwei Romanen abgehandelt. Erst mit Band 163 wurde das Zykluskonzept wieder aufgenommen. Ein in Lateinamerika spielender Zyklus wurde abgeschlossen, ein weiterer, der in der Zeit des 30-jährigen Krieges angesiedelt war, mit Band 173 begonnen. Dieser blieb unbeendet, da die Zweitauflage mit Band 175 eingestellt wurde – diesmal aus wirtschaftlichen Gründen. Nach dem Unfalltod von Werner Müller-Reymann, dem Chefredakteur des Pabel-Verlags, wurden einige weniger erfolgreiche Serien zur Disposition gestellt und man beschloss, DK zu beenden. Die Entscheidung fiel, als das erste Heft des neuen Zyklus eben erschienen war, basierte mithin auf den Verkaufszahlen der Einzelgeschichten, die mager waren, was nach der Abkehr von der einst erfolgreichen Serienstruktur kaum überraschen konnte.
In der zweiten Auflage wurde das zuvor indizierte Heft #7 ausgelassen, wodurch sich die nachfolgenden Nummern um 1 verschoben, d. h. Nummer 7 der zweiten Auflage war Nummer 8 der ersten usw. Das setzte sich fort bis Nummer 34, wo als neuer Roman Der schwarze Hengst von Neil Davenport eingeschoben wurde. Bis Nummer 130 einschließlich stimmten von da an die Titel der ersten und zweiten Auflage überein (bis auf die indizierten Hefte 104, 113, 115, 118 und 121, bei denen nach Überarbeitung die Titel geändert wurden, siehe oben). Die folgenden Nummern 131 bis 175 waren neu in der zweiten Auflage:
| Nr. | Titel                            | Autor            | Illustrator         | Datum      |
| --- | -------------------------------- | ---------------- | ------------------- | ---------- |
| 131 | Fluch der Dämonen                | Paul Wolf        | Terry Oakes         | 08.10.1985 |
| 132 | Die Seelenfänger                 | Paul Wolf        | Kenneth Smith       | 15.10.1985 |
| 133 | Dämonenerbe                      | Neal Davenport   | ???                 | 22.10.1985 |
| 134 | Befehle des Bösen                | Neal Davenport   | Douglas Caffee      | 29.10.1985 |
| 135 | Der schreckliche Pakt            | Merlyn G. Hastur | Don Ivan Punchatz   | 05.11.1985 |
| 136 | Zigeunerspuk                     | G. Hastur        | ???                 | 12.11.1985 |
| 137 | Insel des Grauens                | Hivar Kelasker   | Vicente Segrelles   | 19.11.1985 |
| 138 | Die Pestburg                     | Neal Davenport   | David Martin        | 26.11.1985 |
| 139 | Das schwarze Schloß              | G. Hastur        | Günter Hauptmann    | 03.12.1985 |
| 140 | Kastell der namenlosen Schrecken | Hivar Kelasker   | De Maya             | 10.12.1985 |
| 141 | Dämonenbilder sieht man nicht    | George McMahon   | Don Ivan Punchatz   | 17.12.1985 |
| 142 | Zakum, der dunkle Archivar       | Neal Davenport   | ???                 | 24.12.1985 |
| 143 | Die Höllenfahrt des Geisterzugs  | George McMahon   | ???                 | 31.12.1985 |
| 144 | Condano, der Magier              | G. Hastur        | ???                 | 07.01.1986 |
| 145 | Jagd auf den Zeitkristall        | G. Hastur        | Tom Hallman         | 14.01.1986 |
| 146 | Der Schatz in der Tiefe          | Hivar Kelasker   | William Teason      | 21.01.1986 |
| 147 | Panik in Porto                   | Hivar Kelasker   | Günter Hauptmann    | 28.01.1986 |
| 148 | Die Satans GmbH                  | Pierre Lykoff    | Les Edwards         | 04.02.1986 |
| 149 | Piraten der Finsternis           | Hivar Kelasker   | Günter Hauptmann    | 11.02.1986 |
| 150 | Demaskierung der Ungeheuer       | Neal Davenport   | Les Edwards         | 18.02.1986 |
| 151 | Der Fluch von Arizona            | George McMahon   | Günter Hauptmann    | 25.02.1986 |
| 152 | Prophet des Feuers               | Pierre Lykoff    | Don Ivan Punchatz   | 04.03.1986 |
| 153 | Angelina, die Teufelin           | G. Hastur        | ???                 | 11.03.1986 |
| 154 | Die Kralle des Todes             | G. Hastur        | Peter Eilhardt      | 18.03.1986 |
| 155 | Die toten Augen von St. Lamberti | Raymond Hart     | ???                 | 25.03.1986 |
| 156 | Die Rache der Schattenfrau       | Raymond Hart     | Peter Eilhardt      | 01.04.1986 |
| 157 | Der Tod von Baikonur             | G. Hastur        | N. Taylor Blanchard | 08.04.1986 |
| 158 | Amoklauf der Werwölfe            | G. Hastur        | Peter Eilhardt      | 15.04.1986 |
| 159 | Magie der Rothäute               | Hivar Kelasker   | ???                 | 22.04.1986 |
| 160 | Der untote Kreuzritter           | Neal Davenport   | Peter Eilhardt      | 29.04.1986 |
| 161 | Fabrik der Zombies               | Pierre Lykoff    | ???                 | 06.05.1986 |
| 162 | Das Grauen aus der Baring Road   | George McMahon   | Peter Eilhardt      | 13.05.1986 |
| 163 | Der Flaschenteufel               | G. Hastur        | Kenneth Smith       | 20.05.1986 |
| 164 | Der Todessarkophag               | Neal Davenport   | Karel Thole         | 27.05.1986 |
| 165 | Olivaros Tod                     | Earl Warren      | David Martin        | 03.06.1986 |
| 166 | Das dämonische Duell             | G. Hastur        | ???                 | 10.06.1986 |
| 167 | Jagd auf die Teufelin            | Earl Warren      | Nikolai Lutohin     | 17.06.1986 |
| 168 | Der magische Bumerang            | Neal Davenport   | Frank Brunner       | 24.06.1986 |
| 169 | Die Drachenmenschen              | George McMahon   | Josh Kirby          | 01.07.1986 |
| 170 | Logbuch der Hölle                | Pierre Lykoff    | Günter Hauptmann    | 08.07.1986 |
| 171 | Teufelstango                     | G. Hastur        | Oliviero Berni      | 15.07.1986 |
| 172 | Der Erzdämon schlägt zu          | G. Hastur        | Nikolai Lutohin     | 22.07.1986 |
| 173 | Die Rache des Hexers             | Hivar Kelasker   | Nikolai Lutohin     | 29.07.1986 |
| 174 | Die Katastrophe von Basajaun     | Earl Warren      | Peter Eilhardt      | 05.08.1986 |
| 175 | Ich – Coco Zamis                 | Earl Warren      | Peter Eilhardt      | 12.08.1986 |

### Dorian Hunter (Bastei-Verlag)
Im September 2018 begann der Bastei Lübbe Verlag, unter dem Reihentitel Dorian Hunter die Zaubermond-Ausgaben als Heftromane und E-Books neu aufzulegen, wobei ein Heft jeweils eine Erzählung aus den Zaubermond-Sammelbänden enthält. Ein Vergleich der Nummer 1 mit der Erstausgabe (Vampir-Horror-Roman #23) zeigt außer sprachlichen Korrekturen keine wesentlichen Änderungen.

## Buchreihen

### Dämonenkiller Taschenbücher
Die DK Taschenbücher erschienen von März 1975 bis Mai 1980 monatlich in insgesamt 63 Bänden. Der Umfang war 145 und ab Band 37 161 Seiten, der Preis stieg von anfangs DM 2,80 auf zuletzt DM 3,80.
Entgegen den Erwartungen der Fans bei Erscheinen der Reihe hatte die Dämonenkiller Taschenbücher mit der Heftromanserie um Dorian Hunter nur wenig zu tun. Der Großteil der Bände waren Übersetzungen angelsächsischer Horror-Romane. Die Reihe bildete so ein Gegenstück zur Reihe der Vampir Taschenbücher, wobei die Autoren der DK Taschenbücher im Allgemeinen weniger bekannt waren.
Bände mit Bezug zur Heftromanserie waren zunächst Die Folterkammer von Ernst Vlcek (Bd. 22) und dann zwei Bände mit Geschichten aus der Jugend von Coco Zamis, nämlich Coco und der Teufelsschüler (Bd. 28), ebenfalls von Vlcek, diesmal als Paul Wolf, und Coco und der Magier (Bd. 31) von Kurt Luif als Neal Davenport. Ab Band 52 erschienen dann monatlich Coco-Zamis-Geschichten von Vlcek und Luif, bis in Band 58 aufgrund der starken Arbeitsbelastung der Autoren ein nur noch zweimonatliches Erscheinen angekündigt wurde. Der zwei Monate später folgende Band 60 Coco und der Gummitod war dann der letzte und mit Band 63 wurde die Reihe eingestellt.
Autoren der Reihe waren:
- W. Howard Baker
- Brian N. Ball
- Cedric Balmore = Hans E. Ködelpeter
- Alice Brennan
- Jeremy Brent
- Julie Cameron = Lou Cameron
- Henry Clement
- Mortimer Colvin = Werner Gronwald
- Richard A. Curtis
- Dorothy Daniels
- Neal Davenport = Kurt Luif
- Mary Anne Drew = Bruce Cassiday
- Roger Elwood
- Brian Ford = Friedrich Tenkrat
- Vic Ghidalia
- Donald F. Glut
- Gimone Hall
- Derek Hyde-Chambers
- Thomas Jago = Uwe Erichsen
- Joe Juhnke
- Robert Lory
- Marc Marais
- P. McCartney
- Michel Parry
- Henry Quinn = Thomas Ziegler
- Bernard L. Ross = Ken Follett
- Charles W. Runyon
- Victor Samuels = Victor J. Banis
- Henry Seymour
- Spencer Shew = E. Spencer Shew
- Guy N. Smith
- Sidney Stuart = Michael Avallone
- Ernst Vlcek
- Hugh Walker = Hubert Straßl
- John Willow = Bodo Baumann
- Paul Wolf = Ernst Vlcek
- John Wyman = Susanne Wiemer

| Nr. | Titel                             | Autor(en)/Hrsg.            | Form       | Illustrator          | Jahr |
| --- | --------------------------------- | -------------------------- | ---------- | -------------------- | ---- |
| 1   | Blutige Tränen                    | Ernst Vlcek                | Roman      | C. A. M. Thole       | 1975 |
| 2   | Werwolf im Mondlicht              | Guy Smith                  | Roman      | Lucinda Cowell       | 1975 |
| 3   | Die Teufelsanbeter                | Neal Davenport             | Roman      | C. A. M. Thole       | 1975 |
| 4   | Die Braut des Parasiten           | Charles W. Runyon          | Roman      | C. A. M. Thole       | 1975 |
| 5   | Vom Grauen gejagt                 | Jeremy Brent               | Roman      | C. A. M. Thole       | 1975 |
| 6   | Das grausame Spiel                | Derek Hyde-Chambers        | Roman      | C. A. M. Thole       | 1975 |
| 7   | Das Geschenk des Teufels          | Henry Seymour              | Roman      | Ron Cobb             | 1975 |
| 8   | Die Horror-Party                  | Robert Lory                | Roman      | C. A. M. Thole       | 1975 |
| 9   | Eiskalt wie ein Todeskuß          | Brian Ball                 | Roman      |                      | 1975 |
| 10  | Die Blutkäfer                     | Donald F. Glut             | Roman      | C. A. M. Thole       | 1975 |
| 11  | Die Nächte des Werlöwen           | Robert Lory                | Roman      | C. A. M. Thole       | 1975 |
| 12  | Satans letztes Opfer              | Marc Marais                | Roman      | Bruce Pennington     | 1976 |
| 13  | Das Phantom aus dem Spiegel       | Ernst Vlcek                | Roman      | C. A. M. Thole       | 1976 |
| 14  | Die teuflischen Schwestern        | Robert Lory                | Roman      | Nikolai              | 1976 |
| 15  | Gräfin Dracula                    | Michel Parry               | Roman      | Nikolai              | 1976 |
| 16  | Willkommen im Gruselkabinett      |                            | Anthologie | C. A. M. Thole       | 1976 |
| 17  | Die Mörderhände                   | Spencer Shew               | Roman      | Nikolai              | 1976 |
| 18  | Satans blonder Engel              | Julie Cameron              | Roman      | Nikolai              | 1976 |
| 19  | Blut für die Verdammten           | Robert Lory                | Roman      | Nikolai              | 1976 |
| 20  | Das Haus der toten Mädchen        | Gimone Hall                | Roman      | Nikolai              | 1976 |
| 21  | Die Hexe von Salem                | Mary Anne Drew             | Roman      |                      | 1976 |
| 22  | Die Folterkammer                  | Ernst Vlcek                | Roman      | Nikolai              | 1976 |
| 23  | Zu Gast bei Dracula               | Victor Samuels             | Roman      |                      | 1976 |
| 24  | Bestien der Nacht                 | Hugh Walker                | Roman      | Jim Burns            | 1976 |
| 25  | Die Bestie mit den roten Händen   | Sidney Stuart              | Roman      | Nikolai              | 1977 |
| 26  | Amok, der Killer-Gorilla          | Bernard L. Ross            | Roman      | Chris Achilleos      | 1977 |
| 27  | Der Höllenhund                    | Alice Brennan              | Roman      | Nikolai Lutohin      | 1977 |
| 28  | Coco und der Teufelsschüler       | Paul Wolf                  | Roman      |                      | 1977 |
| 29  | Eisvampire                        | Henry Quinn                | Roman      | Nikolai Lutohin      | 1977 |
| 30  | Invasion der Bestien              | Richard Curtis             | Roman      | Nikolai Lutohin      | 1977 |
| 31  | Coco und der Magier               | Neal Davenport             | Roman      |                      | 1977 |
| 32  | Horden aus der Finsternis         |                            | Anthologie |                      | 1977 |
| 33  | Schwarzes Blut                    | Ernst Vlcek                | Sammlung   | Nikolai Lutohin      | 1977 |
| 34  | Zu Gast bei den Teuflischen       | P. McCartney               | Roman      |                      | 1977 |
| 35  | Das Mitternachtsmuseum            |                            | Anthologie | Nikolai Lutohin      | 1977 |
| 36  | Rückkehr aus dem Reich der Toten  | Henry Clement              | Roman      | Nikolai Lutohin      | 1977 |
| 37  | Der Schlangenthron                | W. Howard Baker            | Roman      | Ertugrul Edirne      | 1977 |
| 38  | Der Herr der schwarzen Spinnen    | Mortimer Colvin            | Sammlung   | Karel Thole          | 1978 |
| 39  | Die Insel der lebenden Statuen    | John Wyman                 | Roman      | Nikolai Lutohin      | 1978 |
| 40  | Die Hexe Clarissa                 | Cedric Balmore             | Roman      | Nikolai Lutohin      | 1978 |
| 41  | Das Böse wohnt in der Tiefe       | Paul Wolf                  | Roman      | Nikolai Lutohin      | 1978 |
| 42  | Der Dämonenbiß                    | John Willow                | Roman      | Karel Thole          | 1978 |
| 43  | Der Fluch der Hexe                | Neal Davenport             | Roman      |                      | 1978 |
| 44  | Kinder der Finsternis             | John Wyman                 | Roman      | Günther König        | 1978 |
| 45  | Das böse Auge                     | John Willow                | Roman      | Günther König        | 1978 |
| 46  | Die schwarze Kapelle              | Brian Ford                 | Roman      | Vicente Segrelles    | 1978 |
| 47  | Heimkehr ins Reich der Toten      | Thomas Jago                | Roman      | Jose Antonio Domingo | 1978 |
| 48  | Der Fluch des Magiers             | John Wyman                 | Roman      |                      | 1978 |
| 49  | Zwischen Mitternacht und Jenseits | Roger Elwood, Vic Ghidalia | Anthologie | Sanjulian            | 1978 |
| 50  | Der Sohn des schwarzen Panthers   | John Wyman                 | Roman      | Nikolai Lutohin      | 1978 |
| 51  | Hexennacht im Schloß der Seelen   | John Wyman                 | Roman      | Nikolai Lutohin      | 1979 |
| 52  | Coco und der Rattenfänger         | Paul Wolf                  | Roman      | Nikolai Lutohin      | 1979 |
| 53  | Coco und der Maya-Gott            | Neal Davenport             | Roman      | Nikolai Lutohin      | 1979 |
| 54  | Coco und der Seelenhändler        | Paul Wolf                  | Roman      | Nikolai Lutohin      | 1979 |
| 55  | Coco und das kalte Herz           | Paul Wolf                  | Roman      | Nikolai Lutohin      | 1979 |
| 56  | Coco und die Druiden              | Neal Davenport             | Roman      | Nikolai Lutohin      | 1979 |
| 57  | Coco und der Dämon von Venedig    | Neal Davenport             | Roman      | Nikolai Lutohin      | 1979 |
| 58  | Cocos unheimliche Verwandlung     | Neal Davenport             | Roman      | Nikolai Lutohin      | 1979 |
| 59  | Luzifers rechte Hand              | Joe Juhnke                 | Roman      | Les Edwards          | 1979 |
| 60  | Coco und der Gummitod             | Paul Wolf                  | Roman      | Nikolai Lutohin      | 1979 |
| 61  | Maljardin – Paradies des Satans   | Dorothy Daniels            | Roman      |                      | 1980 |
| 62  | Liebesgrüße aus dem Jenseits      | Paul Wolf                  | Sammlung   | Patrick Woodroffe    | 1980 |
| 63  | Jennifer, die Dämonenbraut        | John Willow                | Roman      | Mark Harrison        | 1980 |

### Dämonenkiller-Reihen im Zaubermond-Verlag
Ab 1995 erschienen im Zaubermond-Verlag eine Neuauflage der Heftromane sowie neue Geschichten um Dorian Hunter und Coco Zamis in Buchform in mehreren Reihen, zu einem erheblichen Teil in Form von Hardcovern.
Autoren der im Zaubermond-Verlag erschienenen DK-Bücher waren:
- Stephan R. Bellem
- Simon Borner = Christian Humberg
- Gay D. Carson = Günter Dönges (1. Auflage)
- Derek Chess = Dirk Hess (1. Auflage)
- Catalina Corvo = Carolina Möbis
- Damion Danger = Helmut Rellergerd (1. Auflage)
- Diana Dark
- Neal Davenport = Kurt Luif (1. Auflage)
- Logan Dee = Uwe Voehl
- Robert de Vries = Uwe Draber
- Oliver Fröhlich
- Christian Humberg
- Markus Kastenholz
- Martin Kay = Martin Knöpper
- Hivar Kelasker = Hanns Kneifel (1. Auflage)
- Jörg Kleudgen
- Geoffrey Marks = Jan Gardemann
- Christian Montillon = Christoph Dittert
- Peter Morlar
- Roy Palmer = Holger Friedrichs (1. Auflage)
- Catherine Parker = Claudia Hornung
- Frank Rehfeld
- Ralf Schuder
- Susan Schwartz = Uschi Zietsch
- Christian Schwarz
- Rüdiger Silber = Malte S. Sembten
- David Steinhart
- Michael Marcus Thurner
- Dario Vandis = Dennis Ehrhardt
- Ernst Vlcek (1. Auflage)
- Uwe Voehl
- Hugh Walker = Hubert Straßl (1. Auflage)
- Earl Warren = Walter Appel (1. Auflage)
- Susanne Wilhelm = Andrea Bottlinger
- Paul Wolf = Ernst Vlcek (1. Auflage)
- Jo Zybell = Thomas Ziebula

#### Edition DK Classic
Die Reihe stellte den ersten Anlauf des Zaubermond-Verlags dar, den in der ersten Auflage nicht abgeschlossenen Baphomet-Zyklus zu veröffentlichen. Hier erschienen die fertiggestellten aber nicht gedruckten Romane der ersten Auflage (DK) in den Bänden 29 bis 31. Die Bände der Reihe fassten mehrere Hefte in einem Hardcover-Band zusammen. Alle Bände erschienen dann auch in der folgenden Serie DämonKiller Classic (DC).
| Nr. | Titel                            | Autor                                                   | Jahr | DK-Heft (1. Aufl.) / DC-Band |
| --- | -------------------------------- | ------------------------------------------------------- | ---- | ---------------------------- |
| 27  | Baphomet                         | Neal Davenport, Earl Warren, Roy Palmer, Ernst Vlcek    | 1995 | DK 131–135 / DC 29           |
| 28  | Herrin der Fledermäuse           | Ernst Vlcek, Neal Davenport, Roy Palmer                 | 1995 | DK 136–140 / DC 30           |
| 29  | Panik in New York                | Ernst Vlcek, Neal Davenport, Earl Warren, Damion Danger | 1996 | DK 141–145 / DC 31           |
| 30  | Cocos Opfergang                  | Ernst Vlcek, Earl Warren, Roy Palmer, Neal Davenport    | 1997 | DK 146–150 / DC 32           |
| 31  | In der Vergangenheit verschollen | Earl Warren                                             | 1997 | DK 151–155 / DC 35           |
| 32  | Dämonenkrieg                     | Martin Kay                                              | 1998 | DK 156–161 / DC 36           |

#### Edition DK
1999 startete der Zaubermond-Verlag eine weitere Reihe mit neuen Geschichten, für die Dennis Ehrhardt und Martin Knöpper – unter den Pseudonymen Dario Vandis bzw. Martin Kay auch als Autoren tätig – die Exposés schrieben. Weitere Autoren waren Uwe Draber als Robert de Vries, Frank Rehfeld, Ralf Schuder und Ernst Vlcek. Die Bände der Reihe erschienen als Hardcover.
Es erschienen die folgenden Bände:
| Nr. | Titel                  | Autor(en)                | Jahr |
| --- | ---------------------- | ------------------------ | ---- |
| 01  | Engelszorn             | Dario Vandis, Martin Kay | 1998 |
| 02  | Rebeccas Rache         | Dario Vandis             | 1998 |
| 03  | Tod eines Engels       | Martin Kay               | 1999 |
| 04  | Feuerkuß               | Dario Vandis             | 1999 |
| 05  | Dunkle Seelen          | Martin Kay               | 1999 |
| 06  | Fürsten der Finsternis | Robert de Vries          | 1999 |
| 07  | Diabolo                | Dario Vandis             | 2001 |
| 08  | Das Kind des Krakatau  | Dario Vandis             | 2002 |
| 09  | Teufelsdiener          | Ralf Schuder             | 2002 |
| 10  | Schrei des Ungeborenen | Ernst Vlcek              | 2002 |
| 11  | Kiwibins Phantome      | Ralf Schuder             | 2003 |

#### DämonenKiller Classic / Dorian Hunter
1999 begann die Reihe der Dorian-Hunter-Bücher bei Zaubermond. Die ersten Bände enthielten die Texte der Heftromane ohne die Kürzungen der zweiten Auflage, aber in überarbeiteter und modernisierter Fassung. Der Reihentitel wechselte mehrfach bei fortlaufender Zählung. Die Erstauflagen erschienen in Hardcover, ab 2011 erschien eine zweite Auflage als Taschenbuch und E-Book, ab da durchgängig mit dem Reihentitel Dorian Hunter – Dämonen-Killer.
Die Bände der Reihe Edition DK Classic erschienen hier als Bände 29 bis 32, 35 und 36.
Die Bände der Edition DK erschienen ab Band 37 unter dem Reihentitel Dorian Hunter – neue Abenteuer.
| Nr.                                                                     | Titel                                                                   | Autor                                                                   | Jahr                                                                    |
| Dorian Hunter / Dorian Hunter – Kämpfer gegen die Mächte der Finsternis | Dorian Hunter / Dorian Hunter – Kämpfer gegen die Mächte der Finsternis | Dorian Hunter / Dorian Hunter – Kämpfer gegen die Mächte der Finsternis | Dorian Hunter / Dorian Hunter – Kämpfer gegen die Mächte der Finsternis |
| ----------------------------------------------------------------------- | ----------------------------------------------------------------------- | ----------------------------------------------------------------------- | ----------------------------------------------------------------------- |
| 001                                                                     | Im Zeichen des Bösen                                                    | Ernst Vlcek, Neal Davenport                                             | 1999                                                                    |
| 002                                                                     | Der Hexenkreis                                                          | Ernst Vlcek, Neal Davenport                                             | 2000                                                                    |
| 003                                                                     | Der Folterknecht                                                        | Ernst Vlcek, Neal Davenport                                             | 2001                                                                    |
| 004                                                                     | Das Dämonenauge                                                         | Ernst Vlcek, Neal Davenport                                             | 2001                                                                    |
| 005                                                                     | Die Vampirin Esmeralda                                                  | Ernst Vlcek, Neal Davenport                                             | 2001                                                                    |
| 006                                                                     | Die Masken des Dr. Faustus                                              | Ernst Vlcek, Neal Davenport                                             | 2001                                                                    |
| 007                                                                     | Der tätowierte Tod                                                      | Ernst Vlcek, Neal Davenport                                             | 2001                                                                    |
| 008                                                                     | Die Frau aus Grab Nr. 13                                                | Neal Davenport, Ernst Vlcek                                             | 2002                                                                    |
| 009                                                                     | Sieg der Schwarzen Magie                                                | Ernst Vlcek, Neal Davenport, Earl Warren                                | 2001                                                                    |
| Dorian Hunter / Dorian Hunter Klassiker                                 |                                                                         |                                                                         |                                                                         |
| 010                                                                     | Der Teufelseid                                                          | Neal Davenport, Ernst Vlcek                                             | 2002                                                                    |
| 011                                                                     | Das Kind der Hexe                                                       | Neal Davenport, Ernst Vlcek                                             | 2003                                                                    |
| 012                                                                     | Der Gast aus dem Totenreich                                             | Neal Davenport, Ernst Vlcek                                             | 2003                                                                    |
| 013                                                                     | Blutige Küsse                                                           | Ernst Vlcek, Neal Davenport, Earl Warren                                | 2003                                                                    |
| 014                                                                     | Die Orgie der Teufel                                                    | Neal Davenport, Ernst Vlcek                                             | 2004                                                                    |
| 015                                                                     | Die Saat des Parasiten                                                  | Ernst Vlcek, Neal Davenport, Hivar Kelasker, Roy Palmer, Gay D. Carson  | 2004                                                                    |
| 016                                                                     | Gefangen in den Bleikammern                                             | Ernst Vlcek, Neal Davenport, Roy Palmer, Earl Warren                    | 2004                                                                    |
| 017                                                                     | Die Hexe von Andorra                                                    | Ernst Vlcek, Neal Davenport, Earl Warren, Derek Chess                   | 2004                                                                    |
| 018                                                                     | Die geraubte Mumie                                                      | Ernst Vlcek, Neal Davenport, Earl Warren                                | 2005                                                                    |
| 019                                                                     | Das Dreigestirn der Hölle                                               | Ernst Vlcek, Neal Davenport, Earl Warren, Roy Palmer, Hivar Kelasker    | 2005                                                                    |
| 020                                                                     | Die Toten stehen auf                                                    | Ernst Vlcek, Earl Warren, Hugh Walker, Derek Chess                      | 2005                                                                    |
| 021                                                                     | Das Mädchen auf dem Teufelsacker                                        | Roy Palmer, Gay D. Carson, Neal Davenport, Earl Warren                  | 2005                                                                    |
| 022                                                                     | Des Teufels Samurai                                                     | Ernst Vlcek, Derek Chess, Neal Davenport, Earl Warren                   | 2006                                                                    |
| 023                                                                     | Tanz der Furie                                                          | Ernst Vlcek, Neal Davenport, Roy Palmer, Derek Chess, Earl Warren       | 2006                                                                    |
| 024                                                                     | Der weiße Mönch                                                         | Ernst Vlcek, Neal Davenport, Roy Palmer, Derek Chess, Earl Warren       | 2006                                                                    |
| 025                                                                     | Der Bucklige von Doolin Castle                                          | Ernst Vlcek, Neal Davenport, Earl Warren                                | 2006                                                                    |
| 026                                                                     | Das zweite Gesicht                                                      | Ernst Vlcek, Neal Davenport, Earl Warren                                | 2007                                                                    |
| 027                                                                     | Der Grabräuber                                                          | Ernst Vlcek, Neal Davenport, Earl Warren, Roy Palmer                    | 2007                                                                    |
| 028                                                                     | Im Vorhof der Hölle                                                     | Ernst Vlcek, Neal Davenport, Earl Warren                                | 2007                                                                    |
| 029                                                                     | Baphomet                                                                | Neal Davenport, Earl Warren, Roy Palmer, Ernst Vlcek                    | 2007                                                                    |
| 030                                                                     | Herrin der Fledermäuse                                                  | Ernst Vlcek, Neal Davenport, Roy Palmer                                 | 2008                                                                    |
| 031                                                                     | Panik in New York                                                       | Ernst Vlcek, Neal Davenport, Earl Warren, Damion Danger                 | 2008                                                                    |
| 032                                                                     | Cocos Opfergang                                                         | Ernst Vlcek, Earl Warren, Roy Palmer, Neal Davenport                    | 2008                                                                    |
| 033                                                                     | Die Pestburg                                                            | Ernst Vlcek, Neal Davenport, Uwe Voehl, Oliver Fröhlich                 | 2008                                                                    |
| 034                                                                     | Der schleichende Tod                                                    | Ernst Vlcek, Neal Davenport, Uwe Voehl, Oliver Fröhlich                 | 2009                                                                    |
| 035                                                                     | In der Vergangenheit verschollen                                        | Earl Warren                                                             | 2014                                                                    |
| 036                                                                     | Dämonenkrieg                                                            | Martin Kay                                                              | 2014                                                                    |
| Dorian Hunter / Edition DK                                              |                                                                         |                                                                         |                                                                         |
| 037/001                                                                 | Engelszorn                                                              | Dario Vandis, Martin Kay                                                | 1999                                                                    |
| 038/002                                                                 | Rebeccas Rache                                                          | Dario Vandis                                                            | 1999                                                                    |
| 039/003                                                                 | Tod eines Engels                                                        | Martin Kay                                                              | 1999                                                                    |
| 040/004                                                                 | Feuerkuss                                                               | Dario Vandis                                                            | 1999                                                                    |
| 041/–                                                                   | Dunkle Seelen                                                           | Martin Kay                                                              | 2014                                                                    |
| 042/006                                                                 | Fürsten der Finsternis                                                  | Robert de Vries                                                         | 2000                                                                    |
| 043                                                                     | Diabolo                                                                 | Dario Vandis                                                            | 2014                                                                    |
| Dorian Hunter / Dorian Hunter – neue Abenteuer                          |                                                                         |                                                                         |                                                                         |
| 044/008                                                                 | Das Kind des Krakatau                                                   | Dario Vandis                                                            | 2002                                                                    |
| 045/009                                                                 | Teufelsdiener                                                           | Ralf Schuder                                                            | 2002                                                                    |
| 046/010                                                                 | Schrei des Ungeborenen                                                  | Ernst Vlcek                                                             | 2002                                                                    |
| 047/011                                                                 | Kiwibins Phantome                                                       | Ralf Schuder                                                            | 2003                                                                    |
| 048/012                                                                 | Die Blutkirche                                                          | Dario Vandis, Ralf Schuder                                              | 2004                                                                    |
| 049/013                                                                 | Das Bildnis des Teufels                                                 | Ralf Schuder, Christian Montillon                                       | 2004                                                                    |
| 050/014                                                                 | Masken des Todes                                                        | Dario Vandis, Peter Morlar, Christian Montillon                         | 2005                                                                    |
| 051/015                                                                 | Der Schlangenkult                                                       | Peter Morlar, Christian Montillon                                       | 2005                                                                    |
| 052/016                                                                 | Die Knochen-Menagerie                                                   | Ernst Vlcek, Peter Morlar, Uwe Voehl                                    | 2006                                                                    |
| 053/017                                                                 | Die dunkle Eminenz                                                      | Ernst Vlcek, Uwe Voehl                                                  | 2006                                                                    |
| 054/018                                                                 | Die Rache des Puppenmachers                                             | Christian Montillon, Peter Morlar, Geoffrey Marks                       | 2007                                                                    |
| 055/019                                                                 | Die Hexe am Lech                                                        | Geoffrey Marks, David Steinhart                                         | 2007                                                                    |
| 056/020                                                                 | Das schwarze Grimoire                                                   | Peter Morlar, Geoffrey Marks, Dario Vandis                              | 2008                                                                    |
| 057/021                                                                 | Pestmarie                                                               | Ernst Vlcek, Geoffrey Marks, Uwe Voehl                                  | 2008                                                                    |
| 058/022                                                                 | Baal                                                                    | Uwe Voehl, Geoffrey Marks, Dario Vandis                                 | 2008                                                                    |
| –/023                                                                   | Der siebenteilige Tod                                                   | Christian Montillon, Peter Morlar, Jo Zybell                            | 2008                                                                    |
| 059/024                                                                 | Daemon Mechanicus                                                       | Christian Montillon, Peter Morlar, Logan Dee                            | 2009                                                                    |
| –/025                                                                   | Daniels Pakt                                                            | Christian Montillon, Oliver Fröhlich                                    | 2010                                                                    |
| 060/026                                                                 | Krieg der Sieben                                                        | Peter Morlar, Logan Dee, Christian Montillon                            | 2010                                                                    |
| 061/027                                                                 | Ahrimans Brut                                                           | Oliver Fröhlich, Catalina Corvo, Christian Montillon                    | 2010                                                                    |
| 062/028                                                                 | Der ewige Dämon                                                         | Peter Morlar, Christian Montillon                                       | 2010                                                                    |
| 063/029                                                                 | Höllenkoma                                                              | Susanne Wilhelm, Catalina Corvo, Christian Montillon                    | 2010                                                                    |
| 064/030                                                                 | Teufelstaumel                                                           | Logan Dee, Oliver Fröhlich, Christian Montillon                         | 2011                                                                    |
| 065/031                                                                 | Totenfeier                                                              | Logan Dee, Susanne Wilhelm, Christian Montillon                         | 2011                                                                    |
| 066/032                                                                 | Seelenwahn                                                              | Logan Dee, Michael Marcus Thurner, Christian Montillon                  | 2011                                                                    |
| 067/033                                                                 | Dämonendunst                                                            | Logan Dee, Susanne Wilhelm, Christian Montillon                         | 2011                                                                    |
| Dorian Hunter                                                           |                                                                         |                                                                         |                                                                         |
| 068                                                                     | Teufels-Irrsinn                                                         | Susanne Wilhelm, Christian Montillon                                    | 2012                                                                    |
| 069                                                                     | Die Schlichterin von Babylon                                            | Oliver Fröhlich, S. R. Bellem                                           | 2012                                                                    |
| 070                                                                     | Die Rattenpest                                                          | Catalina Corvo, Simon Borner                                            | 2012                                                                    |
| 071                                                                     | Das Schädelorakel                                                       | Catalina Corvo, Logan Dee                                               | 2013                                                                    |
| 072                                                                     | Das Herz des Hexers                                                     | Catalina Corvo, Susanne Wilhelm                                         | 2013                                                                    |
| 073                                                                     | In den Abgrund                                                          | Christian Montillon, Catalina Corvo                                     | 2013                                                                    |
| 074                                                                     | Aus der Asche                                                           | Christian Schwarz, Catalina Corvo                                       | 2013                                                                    |
| 075                                                                     | Schwarzes Blut, kaltes Herz                                             | Uwe Voehl, Simon Borner, Catalina Corvo, Susanne Wilhelm                | 2014                                                                    |
| 076                                                                     | Homunkulus                                                              | Uwe Voehl, Christian Schwarz                                            | 2014                                                                    |
| 077                                                                     | Die Knochenkirche                                                       | Rüdiger Silber, Catherine Parker, Susanne Wilhelm                       | 2014                                                                    |
| 078                                                                     | Der Hermaphrodit                                                        | Simon Borner, Catalina Corvo                                            | 2014                                                                    |
| 079                                                                     | Unter dem Eis                                                           | Logan Dee, Catherine Parker                                             | 2015                                                                    |
| 080                                                                     | Sturm auf die Bastille                                                  | Uwe Voehl, Christian Schwarz                                            | 2015                                                                    |
| 081                                                                     | Flucht nach Varennes                                                    | Uwe Voehl, Catherine Parker                                             | 2015                                                                    |
| 082                                                                     | Sommernachtsalbtraum                                                    | Michael Marcus Thurner, Christian Schwarz                               | 2015                                                                    |
| 083                                                                     | Der Orden von Delphi                                                    | Christian Humberg, Catherine Parker                                     | 2016                                                                    |
| 084                                                                     | Die Uhrmacherin                                                         | Logan Dee, Christian Schwarz                                            | 2016                                                                    |
| 085                                                                     | Die Lebensuhr                                                           | Catherine Parker                                                        | 2016                                                                    |
| 086                                                                     | Huli Jing                                                               | Christian Schwarz, Susanne Wilhelm                                      | 2016                                                                    |
| 087                                                                     | Jenseits der Schwelle                                                   | Simon Borner, Catherine Parker                                          | 2017                                                                    |
| 088                                                                     | Totentanz                                                               | Christian Schwarz, Simon Borner                                         | 2017                                                                    |
| 089                                                                     | Tick tock                                                               | Catherine Parker, Christian Schwarz                                     | 2017                                                                    |
| 090                                                                     | Der Tod der Uhrmacherin                                                 | Simon Borner, Susan Schwartz                                            | 2017                                                                    |
| 091                                                                     | Taschenspiel                                                            | Catherine Parker, Christian Schwarz                                     | 2018                                                                    |

#### Edition Coco Zamis / Das Haus Zamis
Parallel zu den 1999 gestarteten Reihen mit neuen Abenteuern bzw. Neuauflagen der alten Heftromane wurde eine Reihe mit Geschichten um die Hexe Coco Zamis aufgelegt, wobei die ersten Bände Heftromanbände (DK) und Texte aus den Taschenbüchern (DK TB) enthielten:
- 01: Hexensabbat: DK 31 & 32, sowie DK TB 22,28 & 31
- 02: Der Rattenfänger: DK TB 52–54
- 03: Das kalte Herz: DK TB 55–57 (Beginn des Merlin-Zyklus)
- 04: Cocos unheimliche Verwandlung: DK TB 58, 60 und eine neue Geschichte

Ab Band 5 enthielten die Bände neue Geschichten zu Coco Zamis.
Die Bände erschienen in erster Auflage bis Band 29 einschließlich als Hardcover unter dem Reihentitel Coco Zamis. Die Cover der ersten beiden Bände von 1999 stammten von Luis Royo (Band 1–2), 2001 erschienen diese in Neuauflage mit Covern von Werner Öckl (teilweise unter dem Pseudonym Sandobal), von dem auch die Cover aller folgenden Bände der Erstauflage stammen. Die zweite Auflage erschien ab 2012 als Taschenbuch und E-Book mit Covern von Mark Freier.
| Nr. | Titel                                 | Autor                                                      | Jahr |
| --- | ------------------------------------- | ---------------------------------------------------------- | ---- |
| 01  | Hexensabbat                           | Paul Wolf, Neal Davenport                                  | 1999 |
| 02  | Der Rattenfänger                      | Ernst Vlcek, Neal Davenport                                | 1999 |
| 03  | Das kalte Herz                        | Ernst Vlcek, Neal Davenport                                | 2001 |
| 04  | Cocos unheimliche Verwandlung         | Ernst Vlcek, Neal Davenport, Dario Vandis                  | 2002 |
| 05  | Des Teufels Günstling                 | Ralf Schuder, Susan Schwartz, Uwe Voehl                    | 2002 |
| 06  | Axinums Schattenheer                  | Ralf Schuder, Susan Schwartz, Uwe Voehl                    | 2003 |
| 07  | Advokat der Toten                     | Ernst Vlcek, Uwe Voehl, Dario Vandis                       | 2003 |
| 08  | Jagd auf die Paria                    | Ernst Vlcek, Christian Montillon, Dario Vandis             | 2004 |
| 09  | Die Fluchtafel                        | Ernst Vlcek, Peter Morlar                                  | 2004 |
| 10  | Der Dämonenbastard                    | Ernst Vlcek, Uwe Voehl, Dario Vandis                       | 2005 |
| 11  | Asche zu Asche, Stein zu Stein        | Uwe Voehl, Christian Montillon                             | 2005 |
| 12  | Sei verflucht, Coco Zamis!            | Uwe Voehl, Markus Kastenholz, Christian Montillon          | 2006 |
| 13  | Geschwisterblut                       | Uwe Voehl, Rüdiger Silber, Dario Vandis                    | 2006 |
| 14  | Ich, Michael Zamis                    | Uwe Voehl, Peter Morlar                                    | 2007 |
| 15  | Die Totenmesse                        | Uwe Voehl                                                  | 2007 |
| 16  | Buena Vista Todes-Club                | Uwe Voehl                                                  | 2008 |
| 17  | Maskenball                            | Michael M. Thurner, Uwe Voehl, Jörg Kleudgen, Dario Vandis | 2008 |
| 18  | Die Hure des Teufels                  | Dario Vandis, Catalina Corvo, Peter Morlar                 | 2009 |
| 19  | Hexenwahn                             | Logan Dee, Catalina Corvo, Uwe Voehl                       | 2009 |
| 20  | Biikebrennen                          | Logan Dee, Catalina Corvo                                  | 2009 |
| 21  | Der teuflische Derwisch               | Michael M. Thurner, Catalina Corvo                         | 2010 |
| 22  | Die Geliebte aus dem Totenreich       | Logan Dee, Catalina Corvo                                  | 2010 |
| 23  | Albtraumnächte in Asmoda              | Logan Dee, Catalina Corvo                                  | 2010 |
| 24  | Charta Daemonica                      | Logan Dee, Catalina Corvo                                  | 2010 |
| 25  | Das Dorf der Stille                   | Logan Dee, Catalina Corvo                                  | 2011 |
| 26  | Friedhof der Verdammten               | Michael M. Thurner, Catalina Corvo                         | 2011 |
| 27  | Freaktown                             | Catalina Corvo, Logan Dee                                  | 2011 |
| 28  | Palast der Knochen                    | Catalina Corvo, Christian Montillon                        | 2011 |
| 29  | Die Nacht des Skalpells               | Catalina Corvo, Logan Dee, Christian Montillon             | 2012 |
| 30  | Das Femegericht                       | Catalina Corvo, Logan Dee                                  | 2012 |
| 31  | Die schwarze Flamme                   | Catalina Corvo, Logan Dee                                  | 2012 |
| 32  | Der Untergang des Hauses Zamis        | Christian Montillon, Logan Dee                             | 2012 |
| 33  | Töte Dorian Hunter!                   | Michael M. Thurner                                         | 2013 |
| 34  | Sonst fressen dich die Raben!         | Susanne Wilhelm, Catalina Corvo                            | 2013 |
| 35  | Weil es so schwarz wie Blute sei!     | Catalina Corvo, Logan Dee                                  | 2013 |
| 36  | Das höllische Kind                    | Rüdiger Silber, Logan Dee                                  | 2013 |
| 37  | Der Racheengel                        | Rüdiger Silber, Diana Dark, Oliver Fröhlich                | 2014 |
| 38  | Und mit mir die Finsternis            | Catalina Corvo, Rüdiger Silber, Diana Dark, Logan Dee      | 2014 |
| 39  | Kampf der Hexer                       | Logan Dee, Michael Marcus Thurner                          | 2014 |
| 40  | Eiland der Toten                      | Susanne Wilhelm, Christian Schwarz                         | 2014 |
| 41  | Teufelstaufe                          | Rüdiger Silber, Logan Dee                                  | 2015 |
| 42  | Rebeccas Baby                         | Michael Marcus Thurner, Logan Dee                          | 2015 |
| 43  | Wiegenlied für einen Dämon            | Christian Schwarz, Catalina Corvo                          | 2015 |
| 44  | Mit schwarzen Schwingen kommt der Tod | Rüdiger Silber, Susanne Wilhelm                            | 2015 |
| 45  | Blackwater Bay                        | Rüdiger Silber, Logan Dee                                  | 2016 |
| 46  | Der Sturm der schwarzen Seelen        | Logan Dee, Michael M. Thurner                              | 2016 |
| 47  | Die Todesuhr                          | Michael M. Thurner, Logan Dee                              | 2016 |
| 48  | Midwinterblut                         | Logan Dee, Susan Schwartz                                  | 2016 |
| 49  | Der Alchemist                         | Michael Marcus Thurner, Simon Borner                       | 2017 |
| 50  | Lieb Schwesterlein, magst böse sein … | Michael Marcus Thurner, Logan Dee                          | 2017 |
| 51  | Juna                                  | Michael Marcus Thurner, Logan Dee                          | 2017 |
| 52  | Und ewig währt die Nacht              | Logan Dee, Michael Marcus Thurner                          | 2017 |
| 53  | Das Galgenhaus                        | Logan Dee, Catalina Corvo                                  | 2018 |

## Hörspiele
Beim Label Europa erschienen fünf Dämonenkiller-Hörspiele. Darauf sprach Peter Lakenmacher den Dorian Hunter und Inken Sommer Coco Zamis. Die an den Heftromanen orientierten Hörspiele tragen die Titel:
- 1 Im Zeichen des Bösen
- 2 Das Henkersschwert
- 3 Der Puppenmacher
- 4 Experimente des Schreckens
- 5 Amok

Drei weitere Hörspiele waren geplant, wurden jedoch nicht veröffentlicht:
- 6 Duell mit den Ratten
- 7 Labyrinth des Todes
- 8 Der Folterknecht

Mit Amok (im Original Amoklauf) wurde auch jener Roman vertont, der in der Zweitauflage der Serie aus Gründen des Jugendschutzes nicht mehr veröffentlicht werden durfte.
2007 erschien die erste Folge Im Zeichen des Bösen neu vertont von Nocturna Audio unter dem Serientitel Dämonenkiller Edition 21. Aufgrund eines Rechtsstreits mit dem Rechteinhaber durfte die Folge nur bis Ende 2007 vom Hersteller verkauft werden.
2008 begann der Verlag Zaubermond, unter dem Titel Dorian Hunter die Serie erneut zu vertonen. Thomas Schmuckert spricht die Hauptrolle. Skriptautorin ist Andrea Bottlinger, Regie führt Dennis Ehrhardt.